# باشگاه ورزشی الاهلی
باشگاه الاهلی (به عربی: نادي الأهلي) یک باشگاه ورزشی در کشور مصر است که در شهر قاهره قرار دارد. تیم فوتبال آن در لیگ برتر فوتبال مصر بازی می‌کند. این باشگاه پرافتخارترین تیم مصر است.
این باشگاه در سال ۱۹۰۷ میلادی تأسیس شده‌است.
الاهلی از باشگاه‌های پرطرفدار فوتبال در کشور مصر می‌باشد و همچنین پرافتخارترین تیم در لیگ برتر مصر است.
الاهلی مصر در سال ۲۰۰۰ میلادی از سوی کنفدراسیون فوتبال آفریقا به‌عنوان «باشگاه قرن آفریقا» نام گرفت.
باشگاه الاهلی با ۱۳۴ قهرمانی بیش از هر تیم فوتبال دیگری در دنیا قهرمانی کسب کرده‌است.
همچنین این تیم در سال ۲۰۱۹ با اعلام فیفا به‌عنوان‌ پرافتخارترین باشگاه فوتبال دنیا با ۱۲۰ قهرمانی مختلف داخلی و بین‌المللی معرفی شد.

## افتخارات

### داخلی
- لیگ برتر فوتبال مصر (۴۴ قهرمانی): ۱۹۴۸–۴۹, ۱۹۴۹–۵۰, ۱۹۵۰–۵۱, ۱۹۵۲–۵۳, ۱۹۵۳–۵۴, ۱۹۵۵–۵۶, ۱۹۵۶–۵۷, ۱۹۵۷–۵۸, ۱۹۵۸–۵۹, ۱۹۶۰–۶۱, ۱۹۶۱–۶۲, ۱۹۷۴–۷۵, ۱۹۷۵–۷۶, ۱۹۷۶–۷۷, ۱۹۷۸–۷۹, ۱۹۷۹–۸۰, ۱۹۸۰–۸۱, ۱۹۸۱–۸۲, ۱۹۸۴–۸۵, ۱۹۸۵–۸۶, ۱۹۸۶–۸۷, ۱۹۸۸–۸۹, ۱۹۹۳–۹۴, ۱۹۹۴–۹۵, ۱۹۹۵–۹۶, ۱۹۹۶–۹۷, ۱۹۹۷–۹۸, ۱۹۹۸–۹۹, ۱۹۹۹–۲۰۰۰, ۲۰۰۴–۰۵, ۲۰۰۵–۰۶, ۲۰۰۶–۰۷, ۲۰۰۷–۰۸, ۲۰۰۸–۰۹, ۲۰۰۹–۱۰, ۲۰۱۰–۱۱, ۲۰۱۳–۱۴, ۲۰۱۵–۱۶, ۲۰۱۶–۱۷, ۲۰۱۷–۱۸, ۲۰۱۸–۱۹, ۲۰۱۹–۲۰, ۲۰۲۲-۲۳، ۲۰۲۳-۲۴
- جام حذفی فوتبال مصر (۳۹ قهرمانی): ۱۹۲۳–۲۴, ۱۹۲۴–۲۵, ۱۹۲۶–۲۷, ۱۹۲۷–۲۸, ۱۹۲۹–۳۰, ۱۹۳۰–۳۱, ۱۹۳۶–۳۷, ۱۹۳۹–۴۰, ۱۹۴۱–۴۲, ۱۹۴۲–۴۳, ۱۹۴۴–۴۵, ۱۹۴۵–۴۶, ۱۹۴۶–۴۷, ۱۹۴۸–۴۹, ۱۹۴۹–۵۰, ۱۹۵۰–۵۱, ۱۹۵۲–۵۳, ۱۹۵۵–۵۶, ۱۹۵۷–۵۸, ۱۹۶۰–۶۱, ۱۹۶۵–۶۶, ۱۹۷۷–۷۸, ۱۹۸۰–۸۱, ۱۹۸۲–۸۳, ۱۹۸۳–۸۴, ۱۹۸۴–۸۵, ۱۹۸۸–۸۹, ۱۹۹۰–۹۱, ۱۹۹۱–۹۲, ۱۹۹۲–۹۳, ۱۹۹۵–۹۶, ۲۰۰۰–۰۱, ۲۰۰۲–۰۳, ۲۰۰۵–۰۶, ۲۰۰۶–۰۷, ۲۰۱۶–۱۷, ۲۰۱۹–۲۰, ۲۰۲۱-۲۲, ۲۰۲۲-۲۳
- سوپر جام مصر (۱۴ قهرمانی): ۲۰۰۳, ۲۰۰۵, ۲۰۰۶, ۲۰۰۷, ۲۰۰۸, ۲۰۱۰, ۲۰۱۱, ۲۰۱۴, ۲۰۱۵, ۲۰۱۸, ۲۰۱۹, ۲۰۲۱، ۲۰۲۲, ۲۰۲۳
- جام سلطان حسین (۷ قهرمانی): ۱۹۲۲–۲۳, ۱۹۲۴–۲۵, ۱۹۲۵–۲۶, ۱۹۲۶–۲۷, ۱۹۲۸–۲۹, ۱۹۳۰–۳۱, ۱۹۳۷–۳۸
- لیگ قاهره (۱۶ قهرمانی): ۱۹۲۴–۲۵, ۱۹۲۶–۲۷, ۱۹۲۷–۲۸, ۱۹۲۸–۲۹, ۱۹۳۰–۳۱, ۱۹۳۳–۳۴, ۱۹۳۴–۳۵, ۱۹۳۵–۳۶, ۱۹۳۶–۳۷, ۱۹۳۷–۳۸, ۱۹۳۸–۳۹, ۱۹۴۱–۴۲, ۱۹۴۲–۴۳, ۱۹۴۷–۴۸, ۱۹۴۹–۵۰, ۱۹۵۷–۵۸
- جام کنفدراسیون مصر (۱ قهرمانی): ۱۹۹۰
- قهرمانی جمهوری متحده عرب (۱ قهرمانی): ۱۹۶۱

### قاره‌ای
- لیگ قهرمانان آفریقا (۱۲ قهرمانی): ۱۹۸۲, ۱۹۸۷, ۲۰۰۱, ۲۰۰۵, ۲۰۰۶, ۲۰۰۸, ۲۰۱۲, ۲۰۱۳, ۲۰۲۰, ۲۰۲۱, ۲۰۲۳, ۲۰۲۴
- جام برندگان جام آفریقا (۴ قهرمانی): ۱۹۸۴, ۱۹۸۵, ۱۹۸۶, ۱۹۹۳
- جام کنفدراسیون آفریقا (۱ قهرمانی): ۲۰۱۴
- سوپر جام آفریقا (۸ قهرمانی): ۲۰۰۲, ۲۰۰۶, ۲۰۰۷, ۲۰۰۹, ۲۰۱۳, ۲۰۱۴, ۲۰۲۱ (مه), ۲۰۲۱ (دسامبر)

### بین‌المللی
- جام باشگاهی آفریقا–آسیا (۱ قهرمانی): ۱۹۸۸
- جام باشگاه‌های جهان (مقام سوم): ۲٠٠۶,۲٠۲٠,۲٠۲۱,۲۰۲۳
- جام قهرمانی باشگاه‌های عرب (۱ قهرمانی): ۱۹۹۶
- جام برندگان جام عرب (۱ قهرمانی): ۱۹۹۴
- سوپر جام باشگاه‌های عرب (۲ قهرمانی): ۱۹۹۷, ۱۹۹۸

## مربیان پیشین
- دان ریوی
- مانوئل ژوزه
- تونی اولیویرا
- نلو وینگادا